# Den økonomiske krise i Danmark i 2008
Den økonomiske og finansielle krise i Danmark fra 2008 har været den værste økonomiske krise i Danmark i flere årtier. Den udsprang af den globale finanskrise 2007-2009 og den globale recesssion, der fulgte i kølvandet på den. Den medførte flere bankkrak, konkurser, faldende boligpriser, stigende ledighed, underskud på den offentlige saldo og en generel økonomisk afmatning. Først i 2015 nåede aktiviteten i Danmark (når der ses bort fra udvindingen af fossile brændsler i Nordsøen) op på samme niveau, som før krisen begyndte i 2008.

## Finanskrise i Danmark
Mens den internationale finanskrise, der opstod som følge af problemer på det amerikanske marked for subprime-lån, begyndte i august 2007, startede finanskrisen i Danmark for alvor med sammenbruddet af Roskilde Bank i sommeren 2008. Fra dette tidspunkt gennemlevede Danmark en finansiel krise i banksektoren som følge af store tab og nedskrivninger og væsentlige likviditetsmæssige problemer hos pengeinstitutterne (banker og sparekasser). I flere andre lande - i første række USA og Storbritannien - oplevede finansielle virksomheder tilsvarende problemer i samme tidsrum.
Fra august 2007 fik finansielle virksomheder i hele verden problemer med at rejse finansiering. Også i Danmark fik pengeinstitutterne fra efteråret 2007 sværere ved at låne penge. De danske pengeinstitutter blev særlig hårdt ramt af problemerne med at rejse finansiering, fordi de i årene inden krisen i stort omfang var gået fra at finansiere deres udlån ved hjælp af indlån til korte lån optaget på de internationale markeder, herunder lån fra udenlandske kreditinstitutioner. Dermed opstod i de danske pengeinstitutter forud for krisen et betydeligt indlånsunderskud, dvs. udlånene på pengeinstitutternes balancer oversteg indlånene. For eksempel havde Roskilde Bank udlån svarende til 168 % af bankens indlån, EBH Bank havde en udlånsprocent på 163, og Ringkjøbing Bank en udlånsprocent på 203.
Efter sammenbruddet i investeringsbanken Lehman Brothers i september 2008 opstod der en stor tillidskrise på de internationale finansielle markeder, og de danske pengeinstitutter kunne ikke få refinansieret deres lån. Rangvidudvalget har karakteriseret denne situation som et "moderne bankstormløb". Tilliden blev først delvist genoprettet med den statslige garanti i Bankpakke 1, der også garanterede udenlandske kreditorers lån og indskud.
En anden årsag bag finanskrisen i Danmark var, at der i perioden fra 2003 til 2007 var ekstraordinært store prisstigninger på det danske ejendomsmarked. For eksempel steg prisen på enfamiliehuse med ca. 65 procent fra 4. kvartal 2002 til 4. kvartal 2007. Der var også store prisstigninger på erhvervsejendomme, herunder på landbrugsejendomme.
Der har været givet flere forklaringer på stigningen i ejendomspriserne. Med virkning fra oktober 2003 blev det muligt at finansiere boligkøb med afdragsfrie realkreditlån, hvilket medførte en sænkning i boligejeres finansieringsudgifter. Endvidere var der frem til udgangen af 2005 et lavt renteniveau. Det var således først fra december 2005, at Den Europæiske Centralbank og dermed Danmarks Nationalbank begyndte en politik med rentestigninger. Endelig medvirkede det til ejendomsprisstigningerne, at der var en generel stemning af optimisme. Der var yderligere tegn på selvforstærkende forventninger, dvs. tidligere tiders prisstigninger skabte en forventning om yderligere prisstigninger i fremtiden.
Sideløbende med stigningen i priserne på fast ejendom var der i årene op til 2008 en stor ekspansion i pengeinstitutternes udlån. De samlede lån fra danske finansielle virksomheder mere end fordobledes mellem 2000 og 2007. De danske finansielle virksomheder forfulgte ekspansive strategier, hvor det var målet at vokse mest muligt. Under ekspansionen blev pengeinstitutternes sårbarhed øget, idet pengeinstitutternes egenkapital ikke blev øget i takt med udlånsstigningen. Danske Bank indledte en international opkøbspolitik, idet der skete opkøb af banker i Irland (Den Irske Republik), Nordirland og Finland.
Allerede fra 2007 skete der en vending på det danske ejendomsmarked, og i perioden fra toppunktet i 3. kvartal 2007 til lavpunktet i 1. kvartal 2012 faldt priserne på enfamiliehuse med ca. 40 procent. Der var også et stort prisfald på erhvervsejendomme. Prisfaldene medførte en stor reduktion i husholdningernes formue og i erhvervsvirksomhedernes egenkapital. Som en konsekvens skete der et kraftigt fald i privatforbruget og i de faste erhvervsinvesteringer, herunder boligbyggeriet og byggeriet af erhvervsejendomme. Der blev herved en realøkonomisk krise, jf. omtalen nedenfor.

### Bankkrak
Som følge af disse problemer kom en række pengeinstitutter i store problemer, og flere måtte opgive deres selvstændige virksomhed. En række blev afviklet af det statslige afviklingsselskab Finansiel Stabilitet A/S, mens andre indgik i en privat løsning, hvor det nødlidende pengeinstitut blev fusioneret med et andet institut. I alt 62 især mindre danske pengeinstitutter ophørte i perioden 2008-13. Det er dog usikkert, hvor mange af disse pengeinstitutter der ophørte som følge af krisen eller af andre grunde. I en opgørelse fra 2021 opregnes ialt 29 pengeinstitutter, hvor der gennemføres en eller anden form for krisehåndtering (fusion, kapitaltilskud el. lign.), mens 12 pengeinstitutter karakteriseres som "problemfyldte".
Den første bank, der fik alvorlige problemer, var bankTrelleborg, der allerede i januar 2008 meddelte, at den på grund af betydelige finansielle problemer havde indgået aftale med Sydbank om fusion. Det var imidlertid sammenbruddet i Roskilde Bank, på det tidspunkt Danmarks 7. største pengeinstitut regnet efter indskud, i juli 2008, der for alvor gjorde situationen dramatisk. Der var i foråret 2008 store udtræk fra Roskilde Bank. For at dæmme op for udtrækkene udstedte Danmarks Nationalbank den 10. juli 2008 en garanti for bankens forpligtelser, herunder indskud i banken. Den 24. august 2008 meddelte Nationalbanken, at den sammen med Det Private Beredskab til Afvikling af Nødlidende Banker, Sparekasser og Andelskasser overtog Roskilde Bank, idet en gennemgang af banken havde vist, at den var insolvent, og da der ikke kunne findes en køber.
Senere kom en række andre pengeinstitutter i krise. Blandt de pengeinstitutter, der måtte bukke under som følge af finanskrisen, var - udover Roskilde Bank - Forstædernes Bank, Bonusbanken, Max Bank, Fionia Bank, Eik Bank, Amagerbanken, FIH Erhvervsbank, Sparekassen Lolland, Sparekassen Østjylland og Tønder Bank. Det sidste krak fandt sted i Østjydsk Bank i februar 2018.
Den stigende finansielle uro førte fra oktober 2008 til en række indgreb fra regeringens side for at understøtte banksektoren, jf. nedenfor i afsnittet om hjælpepakker.

## Den realøkonomiske krise
Den finansielle krise fik store konsekvenser for den realøkonomiske udvikling i Danmark. Fra en kraftig overophedning midt i århundredets første årti blev situationen vendt til det modsatte i form af en langvarig lavkonjunktur.

### Realøkonomien inden finanskrisens udbrud
I perioden 2003-08 var økonomien præget af en markant højkonjunktur, blandt andet påvirket af de kraftigt stigende boligpriser, jf. ovenfor. Højkonjunkturen kulminerede i 2006, hvor bruttonationalproduktet (BNP) voksede med 3,9 %. Den positive konjunkturudvikling medførte en meget lav ledighed og betydelige lønstigninger i årene op til krisen – et tegn på, at der var et betydeligt kapacitetspres i økonomien. Ledigheden var med et niveau på 2 % betydeligt lavere end det strukturelle niveau, som Rangvid-udvalget skønnede til at være på ca. 5 % i 2008. Det har været kritiseret, at finanspolitikken burde have været gjort strammere, således at den kunne have imødegået overophedningen.

### Realøkonomiske konsekvenser af krisen
Den økonomiske aktivitet faldt betydeligt i de første kriseår. Antallet af konkurser og tvangsauktioner steg, både investeringerne og det private forbrug faldt kraftigt, beskæftigelsen gik ned, og ledigheden steg. Bruttonationalproduktet (BNP) faldt med ca. 7 procent fra årsskiftet 2007/08 og frem til midten af 2009. Det er det kraftigste fald i mange årtier. Efterfølgende var genopretningen meget svag. I 2010 og 2011 var væksten i Danmarks BNP positiv, men ret lav (mellem 1 og 2 %), og i både 2012 og 2013 var BNP-væksten igen negativ. I 2013 og 2014 var væksten på henholdsvis 1,6 % og 2,3 %. Først i 2014 kom Danmarks bruttonationalprodukt op på samme niveau som før krisen i 2008.

### Boligmarkedet
I perioden 1993-2005 steg prisen på et almindeligt dansk parcelhus med 165 % – den længste og største optur på det danske boligmarked nogensinde. De fleste mener, at det danske ejendomsmarked dermed befandt sig i en boligprisboble. Udviklingen gik helt amok i 2006 hvor huspriserne steg med over 20%, se evt. Den danske ejendomsmarkedskorrektion 2007. Toppen var i 3. kvartal 2007, hvorefter priserne på enfamiliehuse faldt en smule i 2008 og voldsomt i 2009. I de følgende år var der yderligere fald i prisen på enfamiliehuse. Lavpunktet blev nået ved slutningen af 2012. Derefter begyndte boligpriserne igen at stige, men det var først i 1. kvartal 2018, at prisen på enfamiliehuse når over det tidligere toppunkt før krisen.

## De offentlige finanser
Den forværrede samfundsøkonomiske situation fik naturligt nok også konsekvenser for de offentlige finanser. Fra at have overskud på den offentlige saldo i årene inden krisen oplevede man underskud i årene 2009-13. I 2014 blev der for første gang siden 2008 igen konstateret et overskud på den offentlige saldo, men det skyldtes udelukkende ekstraordinære indtægter fra omlægningen af beskatningen af kapitalpensioner. Som følge af underskuddene er den offentlige finansielle nettoformue, der var positiv før krisens udbrud, blevet vendt til en nettogæld, der dog er meget beskeden opgjort som andel af BNP. De offentlige finanser i Danmark anses normalt for at være holdbare i modsætning til mange andre vestlige lande, hvorfor underskuddet normalt ikke anses for at være et væsentligt problem i en mere langsigtet sammenhæng.

## Offentlige hjælpeforanstaltninger
For at bremse eller imødegå de værste virkninger af krisen greb den danske stat ind med flere hjælpepakker. Pengeinstitutter og realkreditinstitutter blev støttet med 6 "bankpakker", mens pensionsselskaberne blev støttet med hjælpepakker i oktober 2008 og i december 2011. Der var også tiltag til støtte for kreditforsikring samt til støtte for erhvervsvirksomheder.

### Bankpakker
Efter sammenbruddet i den amerikanske investeringsbank Lehman Brothers blev det stort set umuligt for de danske pengeinstitutter at rejse finansiering. Efter en hastebehandling vedtog Folketinget derefter i oktober 2008 den såkaldte Bankpakke 1. Bankpakke 1 indebar, at staten frem til 1. oktober 2010 stillede en ubegrænset garanti for forpligtelser i alle pengeinstitutter, der var medlemmer af foreningen Det Private Beredskab til Afvikling af Nødlidende Banker, Sparekasser og Andelskasser. Pengeinstitutter, der var omfattet af garantien, skulle betale et bidrag til staten. Eventuelle tab ved ordningen blev fordelt mellem staten og pengeinstitutterne efter en bestemt fordelingsnøgle.
Trods omkostningerne deltog næsten alle pengeinstitutter i Bankpakke 1. Flere overvejende små pengeinstitutter vurderede dog, at prisen var for høj, og at de ikke havde behov for statsgarantien, jf. artiklen om Det Private Beredskab. Som en del af Bankpakke 1 blev det yderligere vedtaget at oprette et særligt statsligt aktieselskab, Finansiel Stabilitet, der skulle stå for afviklingen af pengeinstitutter, der kom i krise.
I februar 2009 vedtog Folketinget Bankpakke 2. Bankpakken indebar, at staten stillede 100 mia. kr. til rådighed for kapitalindskud i danske penge- og realkreditinstitutter. Ordningen blev efterfølgende udnyttet af 41 finansielle virksomheder, hvor der blev indskudt i alt 46,0 mia. kr. Største modtager var Danske Bank-koncernen med et kapitalindskud på 26 mia. kr. Udover de statslige kapitalindskud indgik det som en del af Bankppake 2, at Finansiel Stabilitet fik mulighed for at indgå aftaler med pengeinstitutter og realkreditinstitutter om at give statslig garanti for lån med en løbetid, der rakte ud over udløbet af Bankpakke 1 (1. oktober 2010).
I juni 2010 blev Bankpakke 3 vedtaget. Bankpakken indeholdt bestemmelser for, hvordan kriseramte pengeinstitutter kunne afvikles efter en bestemt procedure, hvor afviklingen blev overladt til Finansiel Stabilitet. Det var hensigten, at proceduren skulle anvendes efter udløbet af Bankpakke 1, dvs. den 1. oktober 2010. Proceduren indebar, at pengeinstituttets kreditorer, dvs. blandt andre indskydere, ville blive påført tab.
To pengeinstitutter (Amagerbanken og Fjordbank Mors) nåede i 1. halvdel af 2011 at blive afviklet efter Bankpakke 3, hvorved der blev tab for indskyderne og andre kreditorer i de to banker. Tabene medførte finansiel uro, og danske finansielle virksomheder blev nedgraderet af de internationale kreditvurderingsbureauer. Fra politisk side intervenerede man derefter ved i august 2011 at vedtage Bankpakke 4. Bankpakke 4 gav mulighed for statslig støtte til pengeinstitutter, der kom i problemer. Formålet med Bankpakke 4 var derved at undgå tab for kreditorer i kriseramte pengeinstitutter, herunder for indskydere. Bankpakke 4 kan altså ses som en tilbagerulning i forhold til Bankppake 3.
Bankpakke 5 blev vedtaget i februar 2012. Hovedindholdet var støtte til pengeinstituttet FIH Erhvervsbank med det formål at undgå et sammenbrud. I oktober 2012 blev Bankpakke 6 vedtaget. Bankpakke 6 gik ud på at udpege flere af de største finansielle virksomheder som "systemisk vigtige". Det var hermed hensigten at øge tilliden til de største danske finansvirksomheder.

### Andre tiltag
Pensionsselskaberne blev hjulpet med en pakke i oktober 2008, hvilket skete ved Aftale mellem Økonomi- og Erhvervsministeriet og Forsikring & Pension om finansiel stabilitet på pensionsområdet. Gennem indgrebet ændredes reglerne for den sikkerhed, som et pensionsselskab skal have for at dække forpligtelser med hensyn til fremtidige pensionsudbetalinger. Det var hensigten med indgrebet at undgå, at pensionsselskaberne på grund af lovmæssige krav blev tvunget til at sælge danske realkreditobligationer. Pensionsselskaberne blev igen hjulpet i december 2011, hvor det (igen) blev gjort lettere for selskaber at opfylde forpligtelser med hensyn til fremtidige pensionsudbetalinger.
I efteråret 2008 ændrede regeringen reglementet i Den Sociale Pensionsfond (DSP), så fonden fremover også kan købe korte realkreditobligationer (i første omgang 22 mia. kr.). Formålet med ændringen var "at afdække statens renteudgifter i forbindelse med finansieringen af almene boliger, hvor renterisikoen bæres af staten." Indgrebet blev dog samtidig tolket som en hjælpende hånd til markederne for korte realkreditobligationer, idet Den Sociale Pensionsfonds opkøb kunne medføre en lavere rente på korte obligationer, der var udstedt for at finansiere rentetilpasningslån (de såkaldte "flexlån").
For yderligere at hjælpe pensionsinstitutterne åbnede regeringen i november 2008 for salg af 30-årige statsobligationer. De 30-årige statsobligationer udgjorde et attraktivt investeringsobjekt for pensionsselskaberne, idet selskaberne ved at investere i obligationerne gennem en lang periode fik sikkerhed for deres indtjening.
På grund af usikkerheden i forbindelse med finanskrisen blev det i 2008 og 2009 vanskeligt for erhvervsvirksomheder at få kreditforsikring, dvs. forsikring for leverandører af varer og tjenesteydelser mod kunders manglende betaling. I 2009 etableredes en ordning, hvorved staten gik ind og dækkede en del af risikoen ved forsikring af eksportforretninger.
Herudover bidrog staten med en række hjælpeforanstaltninger til støtte for erhvervsvirksomheder. Blandt andet forlængedes kredittiden ved virksomheders betaling af moms og skatter.

## Finanskrisens egentlige årsager
Der er en stor litteratur om den danske finanskrise fra 2008, jf. listen over litteratur nedenfor. I litteraturen er der forskellige synspunkter med hensyn til årsagerne bag krisen. Der er også fremlagt forskellige synspunkter med hensyn til finanskrisens årsager blandt andre fra Nationalbanken, de økonomiske vismænd samt fra de økonomiske ministerier (Økonomi- og Finansministerierne).
Ekspertudvalget kendt som Rangvid-udvalget, nedsat af regeringen, udarbejdede i 2012-13 en fyldig rapport om årsagerne til finanskrisen. Udvalgets konklusion var, at Danmark som en lille, åben økonomi, der er tæt forbundet med resten af verdensøkonomien, under alle omstændigheder ville blive ramt af den internationale finansielle krise. Samtidig var der dog en række specifikke danske forhold, som gjorde, at dansk økonomi havde bragt sig en sårbar position. Finanskrisens gennemslag i Danmark ville have været mindre alvorlig, hvis der forud for krisen var blevet handlet anderledes. Krisen var således et resultat af et kompliceret samspil mellem både nationale og internationale faktorer: forudgående høj økonomisk vækst, en undervurdering af finansielle og makroøkonomiske risici, en for slap finanspolitik, en for slap regulering af den finansielle sektor, lempelige finansielle vilkår, risikosøgende kreditinstitutter og utilstrækkelig selskabsledelse i en række pengeinstitutter.
I bogen "Danske finansielle kriser siden 2000" (2021) fremsættes det synspunkt, at den danske finanskrise fra 2008 i første række kan forklares med en kort forventningsdannelse hos de økonomiske aktører (husholdninger og virksomheder), idet der ved dannelsen af forventninger om fremtiden lægges en uforholdsmæssig stor vægt på den aktuelle økonomiske situation. Under gode tider vil der derfor være en tendens til blandt andet at tage store lån, hvilket senere fører til tab, når konjunkturen vender. Et tilsvarende forløb har været set under tidligere danske finanskriser, for eksempel Bankkrisen i København 1908, Finanskrisen 1921-1929 samt Finanskrisen 1988-94. Endvidere var der tegn på selvforstærkende forventninger under prisstigningerne på ejendomsmarkedet frem til 2008.